# Pedro María Uribe-Echebarria Díaz
Pedro María Uribe-Echebarría Díaz (Vitoria, 8 de abril de 1953 - 9 de octubre de 2013) fue un biólogo botánico español, dedicado al estudio de las plantas vasculares. Desarrolló su actividad científica en el Herbario VIT de plantas vasculares, del Museo de Ciencias Naturales de Álava.

## Algunas publicaciones
- CATON, B; PM URIBE-ECHEBARRÍA. 1980. Mapa de Vegetación de Álava. Ed. Diputación Foral de Álava. Vitoria.
- URIBE-ECHEBARRÍA, PM. 1984b. Informe botánico sobre Áreas de Interés Natural (para el Plan General de Ordenación Urbana del municipio de Vitoria-Gasteiz). Informe inédito, para Luis López de Armentia.
- ASEGINOLAZA, C, D GÓMEZ, X LIZAUR, G MONTSERRAT, G MORANTE, MR SALAVERRÍA, PM URIBE-ECHEBARRÍA. 1992. Hoja 112-IV-Vitoria-Gasteiz. Mapa de Vegetación de la Comunidad Autónoma del País Vasco. Ed. Gobierno Vasco. Vitoria.
- Aseginolaza Iparragirre, C ; JD Gómez García, GM Montserrat Martí, G Morante Serrano, PM Uribe-Echebarría Díaz. 1987. Plantas del País Vasco y Alto Ebro. Centuria II. Exsiccata de los herbarios: JACA, VIT y el particular de C. Aseginolaza. 23 pp. En línea Archivado el 4 de marzo de 2016 en Wayback Machine..
- AIZPURU, I, JM APARICIO, JA APERRIBAY, C ASEGINOLAZA, J ELORZA, F GARÍN, S PATINO, JM PÉREZ DACOSTA, JM PEREZ DE ANA, PM URIBE-ECHEBARRÍA, P URRUTIA, J VALENCIA, J VIVANT. 1996. Contribuciones al conocimiento de la flora del País Vasco. Anales Jard. Bot. Madrid 54: 419-435.
- Aparicio, JM; PM Uribe-Echebarría. 2005. Presencia del roble pedunculado (Quercus robur L.) en la provincia de Castellón. Toll Negre 5: 5-11.
- Aparicio, JM; PM Uribe-Echebarría. 2006. Juniperus × palancianus, nuevo híbrido de la provincia de Castellón. Toll Negre 8: 5-8.
- Aparicio, JM; PM Uribe-Echebarría. 2008. Juniperus × herragudensis, otro nuevo híbrido de la provincia de Castellón. Mainhardt 60. 3 pp. En línea.

### Libros
- URIBE-ECHEBARRÍA, PM; JA ALEJANDRE. 1982. Aproximación al catálogo florístico de Álava. Ed. J.A. Alejandre. Vitoria.
- ASEGINOLAZA, C, D GÓMEZ, X LIZAUR, G MONTSERRAT, G MORANTE, MR SALAVERRÍA, PM URIBE-ECHEBARRÍA. 1984a. Catálogo florístico de Álava, Vizcaya y Guipúzcoa. Ed. Gobierno Vasco. Vitoria.
- ASEGINOLAZA, C, D GÓMEZ, X LIZAUR, G MONTSERRAT, G MORANTE, MR SALAVERRÍA, PM URIBE-ECHEBARRÍA. 1988. Vegetación de la Comunidad Autónoma del País Vasco. Ed. Gobierno Vasco. Vitoria.
- AIZPURU, I, C ASEGINOLAZA, PM URIBE-ECHEBARRÍA, P URRUTIA, I ZORRAKÍN (eds.) 1999. Claves ilustradas de la Flora del País Vasco y territorios limítrofes. Ed. Servicio Central de Publicaciones del Gobierno Vasco. Vitoria (España) Descarga en PDF.
- URIBE-ECHEBARRÍA, PM & I ZORRAKÍN. 2004. Claves ilustradas de la flora del Moncayo. 335 páginas. Ed. Departamento de Medio Ambiente, Gobierno de Aragón, Zaragoza. ISBN 84-96223-57-4.
- Uribe-Echebarría, PM. 2004. Estudio de la flora y vegetación noacuáticas del Parque de Salburua (Álava). Centro de Estudios Ambientales. Vitoria.

- La abreviatura «Uribe-Ech.» se emplea para indicar a Pedro María Uribe-Echebarria Díaz como autoridad en la descripción y clasificación científica de los vegetales.[2]